# Recaizade Mahmud Ekrem

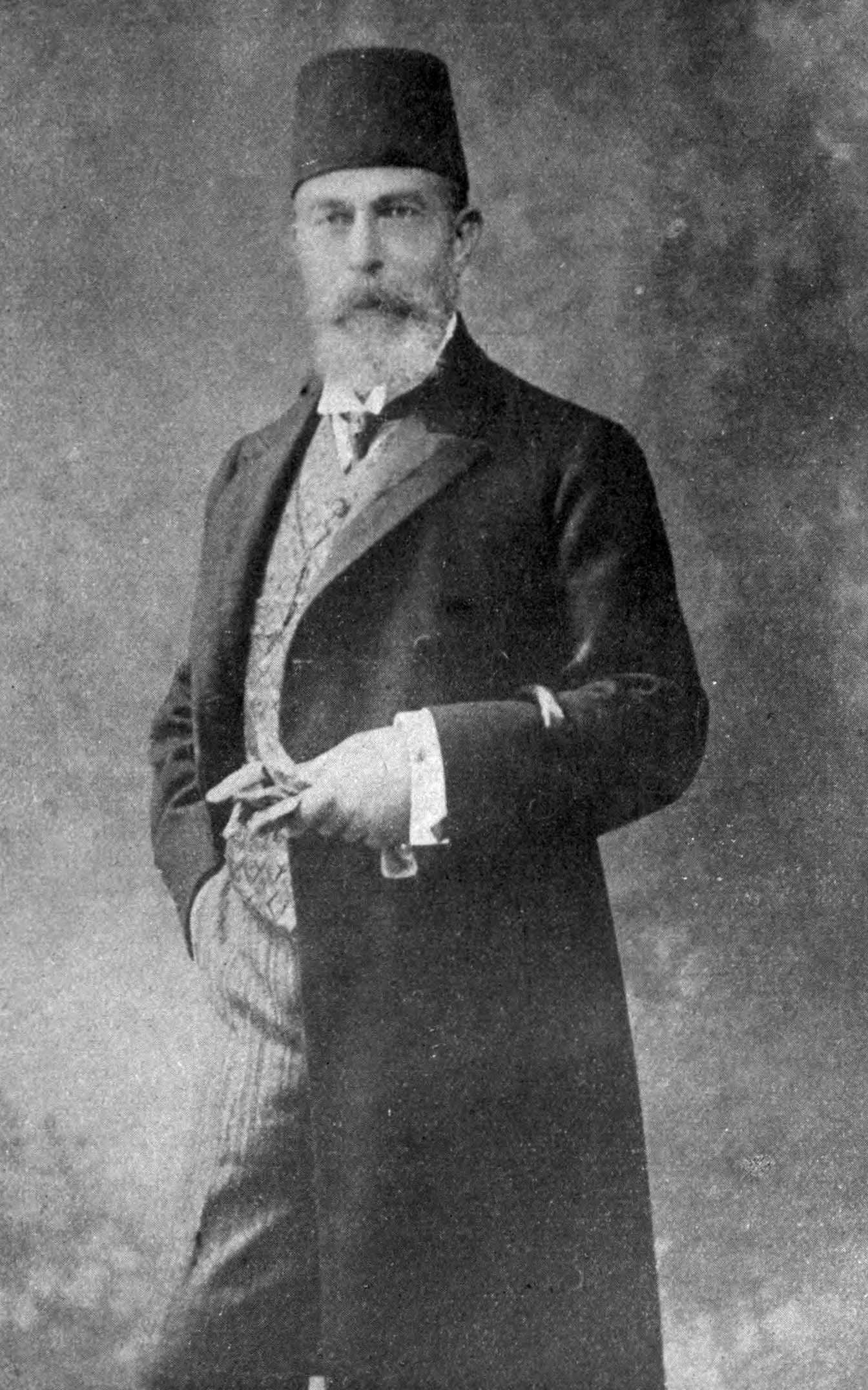
Recaizade Mahmut Ekrem

Recaizade Mahmut Ekrem (* 1847; † 1914) war ein türkischer Schriftsteller und Literaturkritiker. Er verfasste Gedichte, Dramen und Romane, beschäftigte sich intensiv mit europäischen Literaturtheorien und war ein einflussnehmender, bestimmender Literat seiner Zeit.

## Leben
Sein Vater war an der Akademie der Wissenschaften tätig und er selbst wurde bereits mit 15 Jahren Beamter im Außenministerium, später auch in verschiedenen anderen Sparten. Als Lehrer verfasste er seinen Unterrichtsstoff selbst und leistete eine systematische literaturwissenschaftliche Arbeit, die nachfolgenden Generationen zugutekam.
Aus der Feder des berühmten deutschen Orientalisten Otto Spies stammt folgende Beschreibung:
„Diese literarischen Theorien, durch die erst die neuen von Sinasi und Kemal geschaffenen Kunstformen verständlich wurden, blieben lange Zeit grundlegend; sie sind in Ta’lim-i edebiyat ‚Literatur-Unterricht‘ und Taqdir-i elhan ‚Bestimmung der Melodien‘ niedergelegt. Das erste Werk, das aus den Vorlesungen an der Mülkiye entstanden ist, ist recht eigentlich das erste Werk der türkischen Poetik. Durch diese Werke und seine Tätigkeit als Lehrer der Literatur an der Mülkiye hat er nachhaltigen Einfluss auf die Jugend und die Entwicklung der Literatur ausgeübt. Daher erhielt er den Beinamen Üstad ‚Meister, Lehrer‘.“
Wie die meisten Literaten dieser Zeit gehörte Recaizade Mahmud Ekrem zum Kreis des Sultanhofes. In der Kanzlei lernte er Namik Kemal und weitere berühmte Persönlichkeiten der Zeit kennen. Er war es, der nach İbrahim Şinasi und Namik Kemal die „Jungtürken“-Zeitung Tasvir-i Efkar (Schilderer der Ideen) übernahm und damit jahrelang Literatur und Politik gleichzeitig betrieb.
Ekrem gründete die berühmte Zeitschrift Servet-i Fünûn (deutsch Reichtum der Wissenschaften) und versammelte in der Redaktion junge und arrivierte Literaten. Es ist bekannt, dass er dabei Qualität als höchsten Maßstab setzte und sogar seinen Sohn von der Leitung abberief. Der berühmte Dichter Tevfik Fikret, der eine Zeit lang die literarische Leitung innehatte, war am Galatasaray-Gymnasium Schüler Ekrems. Intensive Förderung der türkischen Literatur wurde durch die Zeitschrift Servet-i Fünun erreicht, die Recaizade Mahmut Ekrem ins Leben rief.

## Werke
- Ta‘lîm-i Edebiyyât (Literaturwissenschaftliches Werk, 1897)
- Araba Sevdası (Roman, 1898)